# Olympische Sommerspiele 2016/Radsport – Sprint Bahn (Frauen)
Der Bahnradsprint der Frauen bei den Olympischen Spielen 2016 in Rio de Janeiro fand vom 15. bis 16. August 2016 statt.
Olympiasiegerin wurde Kristina Vogel aus Deutschland. Die Silber- und Bronzemedaille gewannen mit Rebecca James und Katy Marchant zwei Athletinnen aus Großbritannien.

## Ergebnis

### Qualifikation
| Rang | Athletin            | Nation         | Zeit (s) | Ø Geschw. (km/h) | Anmerkung |
| ---- | ------------------- | -------------- | -------- | ---------------- | --------- |
| 1    | Rebecca James       | Großbritannien | 10,721   | 67,158           | Q, OR     |
| 2    | Katy Marchant       | Großbritannien | 10,787   | 66,747           | Q         |
| 3    | Lee Wai-sze         | Hongkong       | 10,800   | 66,667           | Q         |
| 4    | Elis Ligtlee        | Niederlande    | 10,803   | 66,648           | Q         |
| 5    | Zhong Tianshi       | China          | 10,820   | 66,543           | Q         |
| 6    | Kristina Vogel      | Deutschland    | 10,865   | 66,268           | Q         |
| 7    | Natasha Hansen      | Neuseeland     | 10,871   | 66,231           | Q         |
| 8    | Stephanie Morton    | Australien     | 10,875   | 66,207           | Q         |
| 9    | Anna Meares         | Australien     | 10,947   | 65,771           | Q         |
| 10   | Simona Krupeckaitė  | Litauen        | 10,978   | 65,586           | Q         |
| 11   | Anastassija Woinowa | Russland       | 10,985   | 65,544           | Q         |
| 12   | Kate O’Brien        | Kanada         | 11,020   | 65,336           | Q         |
| 13   | Laurine van Riessen | Niederlande    | 11,023   | 65,318           | Q         |
| 14   | Miriam Welte        | Deutschland    | 11,038   | 65,229           | Q         |
| 15   | Gong Jinjie         | China          | 11,068   | 65,052           | Q         |
| 16   | Virginie Cueff      | Frankreich     | 11,099   | 64,871           | Q         |
| 17   | Monique Sullivan    | Kanada         | 11,143   | 64,615           | Q         |
| 18   | Olqa İsmayılova     | Aserbaidschan  | 11,152   | 64,562           | Q         |
| 19   | Tania Calvo         | Spanien        | 11,162   | 64,505           |           |
| 20   | Lisandra Guerra     | Kuba           | 11,171   | 64,453           |           |
| 21   | Fatehah Mustapa     | Malaysia       | 11,207   | 64,246           |           |
| 22   | Darja Schmeljowa    | Russland       | 11,230   | 64,114           |           |
| 23   | Olivia Podmore      | Neuseeland     | 11,315   | 63,632           |           |
| 24   | Juliana Gaviria     | Kolumbien      | 11,505   | 62,581           |           |
| 25   | Sandie Clair        | Frankreich     | 11,517   | 62,516           |           |
| 26   | Helena Casas        | Spanien        | 11,707   | 61,502           |           |
| 27   | Ebtisam Zayed       | Ägypten        | 11,920   | 60,403           |           |

### 1. Runde

#### 1. Runde
Lauf 1
| Athletin        | Nation         | Zeit (s) | Ø Geschw. (km/h) |
| --------------- | -------------- | -------- | ---------------- |
| Rebecca James   | Großbritannien | 11,367   | 63,285           |
| Olqa İsmayılova | Aserbaidschan  | +0,165   | +0,165           |

Lauf 2
| Athletin         | Nation         | Zeit (s) | Ø Geschw. (km/h) |
| ---------------- | -------------- | -------- | ---------------- |
| Katy Marchant    | Großbritannien | 11,499   | 62,614           |
| Monique Sullivan | Kanada         | +0,150   | +0,150           |

Lauf 3
| Athletin       | Nation     | Zeit (s) | Ø Geschw. (km/h) |
| -------------- | ---------- | -------- | ---------------- |
| Lee Wai-sze    | Hongkong   | 11,355   | 63,408           |
| Virginie Cueff | Frankreich | +0,089   | +0,089           |

Lauf 4
| Athletin     | Nation      | Zeit (s) | Ø Geschw. (km/h) |
| ------------ | ----------- | -------- | ---------------- |
| Elis Ligtlee | Niederlande | 11,425   | 63,019           |
| Gong Jinjie  | China       | +0,104   | +0,104           |

Lauf 5
| Athletin      | Nation      | Zeit (s) | Ø Geschw. (km/h) |
| ------------- | ----------- | -------- | ---------------- |
| Zhong Tianshi | China       | 11,310   | 63,660           |
| Miriam Welte  | Deutschland | +0,499   | +0,499           |

Lauf 6
| Athletin            | Nation      | Zeit (s) | Ø Geschw. (km/h) |
| ------------------- | ----------- | -------- | ---------------- |
| Kristina Vogel      | Deutschland | 11,279   | 63,835           |
| Laurine van Riessen | Niederlande | +0,179   | +0,179           |

Lauf 7
| Athletin       | Nation     | Zeit (s) | Ø Geschw. (km/h) |
| -------------- | ---------- | -------- | ---------------- |
| Natasha Hansen | Neuseeland | 11,400   | 63,157           |
| Kate O’Brien   | Kanada     | +0,183   | +0,183           |

Lauf 8
| Athletin            | Nation     | Zeit (s) | Ø Geschw. (km/h) |
| ------------------- | ---------- | -------- | ---------------- |
| Anastassija Woinowa | Russland   | 11,503   | 62,592           |
| Stephanie Morton    | Australien | +0,097   | +0,097           |

Lauf 9
| Athletin           | Nation     | Zeit (s) | Ø Geschw. (km/h) |
| ------------------ | ---------- | -------- | ---------------- |
| Simona Krupeckaitė | Litauen    | 11,308   | 63,671           |
| Anna Meares        | Australien | +0,408   | +0,408           |

#### Hoffnungsläufe
Lauf 1
| Athletin            | Nation        | Zeit (s) | Ø Geschw. (km/h) |
| ------------------- | ------------- | -------- | ---------------- |
| Anna Meares         | Australien    | 11,716   | 61,454           |
| Olqa İsmayılova     | Aserbaidschan | +0,065   | +0,065           |
| Laurine van Riessen | Niederlande   | +0,072   | +0,072           |

Lauf 2
| Athletin         | Nation      | Zeit (s) | Ø Geschw. (km/h) |
| ---------------- | ----------- | -------- | ---------------- |
| Miriam Welte     | Deutschland | 11,466   | 62,794           |
| Kate O’Brien     | Kanada      | +0,061   | +0,061           |
| Monique Sullivan | Kanada      | +0,154   | +0,154           |

Lauf 3
| Athletin         | Nation     | Zeit (s) | Ø Geschw. (km/h) |
| ---------------- | ---------- | -------- | ---------------- |
| Virginie Cueff   | Frankreich | 11,496   | 62,630           |
| Stephanie Morton | Australien | +0,012   | +0,012           |
| Gong Jinjie      | China      | +0,188   | +0,188           |

### 2. Runde

#### 2. Runde
Lauf 1
| Athletin       | Nation         | Zeit (s) | Ø Geschw. (km/h) |
| -------------- | -------------- | -------- | ---------------- |
| Rebecca James  | Großbritannien | 11,375   | 63,296           |
| Virginie Cueff | Frankreich     | +0,037   | +0,037           |

Lauf 2
| Athletin      | Nation         | Zeit (s) | Ø Geschw. (km/h) |
| ------------- | -------------- | -------- | ---------------- |
| Katy Marchant | Großbritannien | 12,247   | 58,789           |
| Miriam Welte  | Deutschland    | +0,343   | +0,343           |

Lauf 3
| Athletin    | Nation     | Zeit (s) | Ø Geschw. (km/h) |
| ----------- | ---------- | -------- | ---------------- |
| Lee Wai-sze | Hongkong   | 11,551   | 62,332           |
| Anna Meares | Australien | +0,081   | +0,081           |

Lauf 4
| Athletin           | Nation      | Zeit (s) | Ø Geschw. (km/h) |
| ------------------ | ----------- | -------- | ---------------- |
| Elis Ligtlee       | Niederlande | 11,360   | 63,380           |
| Simona Krupeckaitė | Litauen     | +0,033   | +0,025           |

Lauf 5
| Athletin            | Nation   | Zeit (s) | Ø Geschw. (km/h) |
| ------------------- | -------- | -------- | ---------------- |
| Anastassija Woinowa | Russland | 11,271   | 63,880           |
| Zhong Tianshi       | China    | +0,001   | +0,001           |

Lauf 6
| Athletin       | Nation      | Zeit (s) | Ø Geschw. (km/h) |
| -------------- | ----------- | -------- | ---------------- |
| Kristina Vogel | Deutschland | 11,197   | 64,302           |
| Natasha Hansen | Neuseeland  | +0,092   | +0,092           |

#### Hoffnungsläufe
Lauf 1
| Athletin           | Nation     | Zeit (s) | Ø Geschw. (km/h) |
| ------------------ | ---------- | -------- | ---------------- |
| Simona Krupeckaitė | Litauen    | 11,614   | 61,994           |
| Virginie Cueff     | Frankreich | +0,001   | +0,001           |
| Natasha Hansen     | Neuseeland | +0,150   | +0,150           |

Lauf 2
| Athletin      | Nation      | Zeit (s) | Ø Geschw. (km/h) |
| ------------- | ----------- | -------- | ---------------- |
| Zhong Tianshi | China       | 11,557   | 62,299           |
| Anna Meares   | Australien  | +0,082   | +0,082           |
| Miriam Welte  | Deutschland | +1,766   | +1,766           |

### Rennen um die Plätze 9–12
| Athletin       | Nation      | Zeit (s) | Ø Geschw. (km/h) | Rang |
| -------------- | ----------- | -------- | ---------------- | ---- |
| Natasha Hansen | Neuseeland  | 11,852   | 61,042           | 9    |
| Anna Meares    | Australien  | +0,068   | +0,068           | 10   |
| Miriam Welte   | Deutschland | +0,174   | +0,174           | 11   |
| Virginie Cueff | Frankreich  | +0,181   | +0,181           | 12   |

### Viertelfinale
Lauf 1
| Athletin      | Nation         | 1. Rennen | 2. Rennen |
| Athletin      | Nation         | Zeit (s)  | Zeit (s)  |
| ------------- | -------------- | --------- | --------- |
| Rebecca James | Großbritannien | 11,289    | 11,243    |
| Zhong Tianshi | China          | +0,025    | +0,016    |

Lauf 2
| Athletin       | Nation      | 1. Rennen | 2. Rennen |
| Athletin       | Nation      | Zeit (s)  | Zeit (s)  |
| -------------- | ----------- | --------- | --------- |
| Kristina Vogel | Deutschland | 11,230    | 11,373    |
| Lee Wai-sze    | Hongkong    | +0,044    | +0,189    |

Lauf 3
| Athletin           | Nation         | 1. Rennen | 2. Rennen |
| Athletin           | Nation         | Zeit (s)  | Zeit (s)  |
| ------------------ | -------------- | --------- | --------- |
| Katy Marchant      | Großbritannien | 11,225    | 11,342    |
| Simona Krupeckaitė | Litauen        | +1,139    | +0,232    |

Lauf 4
| Athletin            | Nation      | 1. Rennen | 2. Rennen |
| Athletin            | Nation      | Zeit (s)  | Zeit (s)  |
| ------------------- | ----------- | --------- | --------- |
| Elis Ligtlee        | Niederlande | 11,405    | 11,391    |
| Anastassija Woinowa | Russland    | +0,033    | +0,007    |

### Rennen um die Plätze 5–8
| Athletin            | Nation   | Zeit (s) | Ø Geschw. (km/h) | Rang |
| ------------------- | -------- | -------- | ---------------- | ---- |
| Zhong Tianshi       | China    | 11,197   | 64,302           | 5    |
| Lee Wai-sze         | Hongkong | +0,005   | +0,005           | 6    |
| Simona Krupeckaitė  | Litauen  | +0,203   | +0,203           | 7    |
| Anastassija Woinowa | Russland | +0,353   | +0,353           | 8    |

### Halbfinale
Lauf 1
| Athletin      | Nation         | 1. Rennen | 2. Rennen |
| Athletin      | Nation         | Zeit (s)  | Zeit (s)  |
| ------------- | -------------- | --------- | --------- |
| Rebecca James | Großbritannien | 11,246    | 10,970    |
| Elis Ligtlee  | Niederlande    | +0,038    | +0,400    |

Lauf 2
| Athletin       | Nation         | 1. Rennen | 2. Rennen |
| Athletin       | Nation         | Zeit (s)  | Zeit (s)  |
| -------------- | -------------- | --------- | --------- |
| Kristina Vogel | Deutschland    | 11,302    | 11,153    |
| Katy Marchant  | Großbritannien | +0,065    | +0,089    |

### Rennen um Bronze
| Athletin      | Nation         | 1. Rennen | 2. Rennen | Rang   |
| Athletin      | Nation         | Zeit (s)  | Zeit (s)  | Rang   |
| ------------- | -------------- | --------- | --------- | ------ |
| Katy Marchant | Großbritannien | 11,237    | 11,424    | Bronze |
| Elis Ligtlee  | Niederlande    | +0,087    | +0,007    | 4      |

### Finale
| Athletin       | Nation         | 1. Rennen | 2. Rennen | Rang   |
| Athletin       | Nation         | Zeit (s)  | Zeit (s)  | Rang   |
| -------------- | -------------- | --------- | --------- | ------ |
| Kristina Vogel | Deutschland    | 11,237    | 11,312    | Gold   |
| Rebecca James  | Großbritannien | +0,016    | +0,004    | Silber |